# Beryl (pierwiastek)
Beryl (Be, łac. beryllium) – pierwiastek chemiczny o liczbie atomowej 4, metal należący do drugiej grupy głównej układu okresowego. Stosunkowo rzadko występuje we Wszechświecie, z reguły jako produkt spalacji większych jąder atomowych pod wpływem promieniowania kosmicznego. 
W związkach przyjmuje II stopień utlenienia. Naturalnie występuje jedynie w połączeniu z innymi pierwiastkami w minerałach. Ważniejszymi kamieniami szlachetnymi zawierającymi ten pierwiastek są akwamaryn, szmaragd i chryzoberyl.
W postaci wolnej beryl jest twardym, lekkim i kruchym metalem o stalowoszarej barwie. Jedynym jego stabilnym izotopem jest 9
Be. Został odkryty przez Louisa Vauquelina w 1798 roku.
Dodany jako pierwiastek stopowy do glinu, miedzi, żelaza i niklu, znacznie zmienia ich właściwości fizyczne. Narzędzia wykonane ze stopów berylu z miedzią są twarde, trwałe i nieiskrzące. W zastosowaniach konstrukcyjnych, połączenie wysokiej sztywności, stabilności termicznej, przewodności cieplnej oraz niskiej gęstości (1,85 gęstości wody) czyni beryl materiałem odpowiednim do produkcji podzespołów samolotów, rakiet, statków kosmicznych i satelitów. Z powodu niskiej gęstości i masy atomowej przepuszcza promienie rentgenowskie oraz innego rodzaju promieniowanie jonizujące. Z tego względu stanowi najpowszechniejszy materiał do produkcji okien w aparaturze rentgenowskiej oraz komponentów wykorzystywanych do eksperymentów fizyki cząstek elementarnych. Wysoka przewodność cieplna berylu i tlenku berylu pozwoliła na wykorzystanie w systemach do zarządzania ciepłem.
Komercyjne wykorzystanie tego pierwiastka wymaga zastosowania odpowiedniego systemu odprowadzenia pyłu oraz sterowania przemysłowego ze względu na toksyczność pyłów zawierających beryl. U niektórych ludzi mogą one wywołać zagrażającą życiu chorobę alergiczną, zwaną berylozą. Uczulenie na beryl dotyczy około 16% populacji.

## Historia
Beryl odkrył francuski chemik Louis Nicolas Vauquelin podczas badania składu minerałów o tej samej nazwie, głównie szmaragdu. O odkryciu poinformował 15 lutego 1798 roku, na posiedzeniu Akademii Francuskiej. Czysty beryl po raz pierwszy otrzymał francuski chemik Paul Lebeau (1898) podczas elektrolizy stopionego fluoroberylanu sodowego NaBeF
3.

## Występowanie
Zawartość berylu w górnych warstwach skorupy Ziemi wynosi 0,0002%, występuje w minerałach takich jak beryl (Be
3Al
2[Si
6O
18]), chryzoberyl (Al
2BeO
4) lub fenakit (Be
2SiO
4). Niektóre odmiany minerału berylu (szmaragd, akwamaryn, heliodor) uznawane są za kamienie szlachetne.

## Otrzymywanie
Metaliczny beryl można wydzielić elektrolitycznie ze stopionych soli – BeCl
2 i BeF
2.

## Właściwości

### Właściwości fizyczne
Beryl jest twardym, kruchym metalem o zwartej heksagonalnej strukturze krystalicznej. Charakteryzuje się wyjątkowo wysoką sztywnością (moduł Younga 287 GPa) i wysoką temperaturą topnienia, wynoszącą 1287 °C.

### Właściwości chemiczne
W związkach chemicznych występuje na +II stopniu utlenienia. Nie roztwarza się na zimno w kwasie azotowym (ulega pasywacji). Aby reakcja berylu z wodą zaszła efektywnie należy podgrzać ją niemal do wrzenia. Rozcieńczone kwasy siarkowy i solny reagują z berylem już w temperaturze pokojowej. Z powodu amfoterycznych właściwości rozpuszcza się w roztworach wodorotlenków metali alkalicznych:
Be + 2OH−
 + 2H
2O → [Be(OH)
4]2−
 + H
2↑
Stosunkowo duża elektroujemność sprawia, że beryl łączy się z innymi pierwiastkami poprzez wiązania kowalencyjne. Sole berylu są podatne na hydrolizę, w wyniku której powstają kationy tetraakwaberylowe [Be(H
2O)
4]2+
, wchodzące w skład soli kompleksowych o charakterze jonowym, np. [Be(H
2O)
4]SO
4 i [Be(H
2O)
4]Cl
2. Beryl może tworzyć także inne związki kompleksowe, np. [BeF
4]2−
.
Z tlenem beryl tworzy tlenek berylu (BeO, krystalizuje w układzie heksagonalnym). Znane są także związki berylu z wodorem BeH
2, siarką – BeS, azotem – Be
3N
2, węglem – Be
2C.
Wodorotlenek berylu Be(OH)
2 jest trudno rozpuszczalny w wodzie i ma własności amfoteryczne, z silnymi zasadami dając berylany, np. Na
2BeO
2 i K
2BeO
2. Siarczan berylu BeSO
4 jest dobrze rozpuszczalny w wodzie (41,3 g/100 cm³ w 25 °C), natomiast węglan BeCO
3·4H
2O rozpuszcza się dużo słabiej (0,36 g/100 cm³ w 0 °C).

### Właściwości biologiczne
Beryl prawdopodobnie nie ma znaczenia biologicznego; dotychczas nie stwierdzono wykorzystywania tego pierwiastka przez organizmy żywe. Związki berylu są silnie trujące, wywołując berylozę, głównie przy kontakcie ze skórą lub poprzez wdychanie pyłu berylowego.

## Zastosowanie

### Technika jądrowa
Ze względu na mały przekrój czynny wychwytu neutronów termicznych, metaliczny beryl stosowany jest jako moderator spowalniający neutrony w reaktorach jądrowych, oraz do wyrobu prętów sterujących i awaryjnych. W mieszaninie z pierwiastkami emitującymi cząstki alfa stosowany jest jako źródło neutronów. Będąc dobrym reflektorem neutronów, wykorzystywany jest w broni jądrowej jako osłona (reflektor) ładunku jądrowego, co pozwala na zmniejszenie masy krytycznej.

### Technika radiacyjna

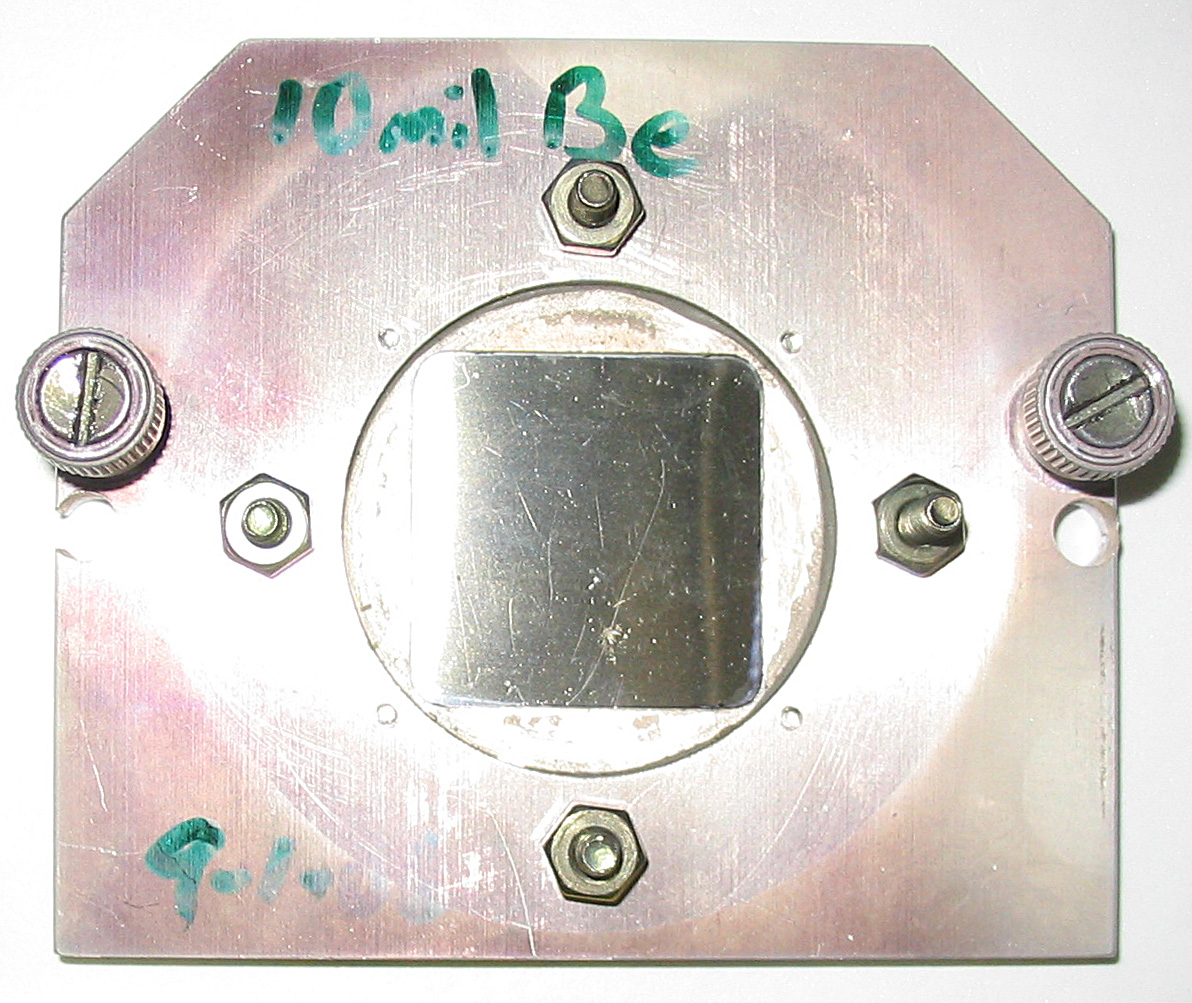
Okienko berylowe w mikroskopie rentgenowskim

Beryl bardzo słabo pochłania promieniowanie rentgenowskie, co pozwala na stosowanie go do wyrobu okienek w aparatach i mikroskopach rentgenowskich oraz w detektorach promieniowania rentgenowskiego.
Dzięki przezroczystości berylu dla wysokoenergetycznych cząstek naładowanych elektrycznie, wykorzystuje się go do budowy detektorów takiego promieniowania w akceleratorach cząstek elementarnych (np. Wielki Zderzacz Hadronów).

### Technika głośnikowa
Duża sztywność (moduł Younga 287 GPa) i niska gęstość sprawiają, że stosuje się go do wytwarzania membran głośników wysokotonowych charakteryzujących się znacznie lepszymi parametrami od wykonanych typowo z tytanu lub glinu (pasmo przenoszenia 1000 – 40 000 Hz). Ze względu na toksyczność berylu i jego trudną obróbkę, ich cena jest znacznie wyższa i są produkowane przez niewiele firm.

### Inne zastosowania
Beryl może służyć jako dodatek do stopów innych metali, gdzie zwiększa twardość i odporność na korozję. Stop miedzi z berylem jest wykorzystywany w produkcji narzędzi nieiskrzących, elementów sprężystych, podzespołów aparatury chemicznej oraz elementów żaroodpornych. Pył berylowy jest składnikiem stałego paliwa rakietowego o najwyższym impulsie właściwym oraz rakietowych silnikach o zastosowaniach militarnych.
Ze względu na małą gęstość i dobre parametry mechaniczne, beryl wykorzystano do budowy zwierciadeł w Kosmicznym Teleskopie Jamesa Webba.